# Església congregacional

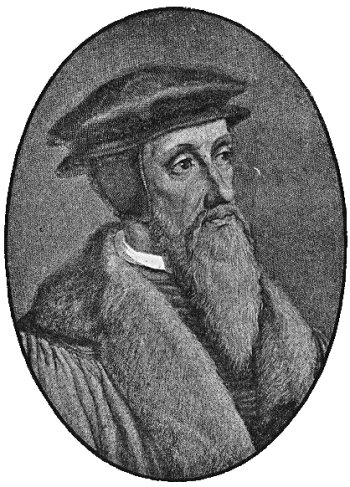
Joan Calví.

S'anomena Església congregacional a qualsevol església cristiana protestant d'origen calvinista que practica el govern "congregacionalista" (de la mateixa església). En aquest sistema cada congregació administra els seus propis assumptes de manera independent i autònoma. Les Esglésies Congregacionalistes són una continuïtat de la tradició teològica mantinguda pels puritans. La seva gènesi va ser a través del treball dels divinistes congregacionalistes Robert Browne, Henry Barrowe i John Greenwood.
Moltes esglésies congregacionals proclamen la seva descendència de l'"Església congregacional original", una família de les esglésies protestants basades en una teoria de la unió publicada pel teòleg Robert Browne el 1592 i que es va originar en el moviment religiós "dissident" d'Anglaterra durant la reforma puritana. A la Gran Bretanya, els primers congregacionalistes van ser anomenats "els separatistes" o "els independents", per distingir-los dels presbiterians, que són igualment calvinistes.